# Pagani (Rome antique)

Dans la Rome antique, les Pagani (en latin classique : Pāgānus, -i, au singulier ; Pāgāni, -orum, au pluriel) désignaient les habitants des quartiers de la ville de Rome qui étaient demeurés longtemps en dehors de l'Urbs primitive.
Ils se distinguaient des Montani qui étaient les habitants des anciens quartiers de l'Urbs.
La distinction des Pagani et des Montani se traduisait notamment par l'existence de fêtes distinctes :
- Le Septimontium, fête dont la célébration était réservée aux Montani ;
- Les Paganalies, célébrées par les Pagani.

## Les ancienspagide Rome
Les anciens pagi de la ville de Rome dont les noms nous sont parvenus sont :
- Le pagus Succusanus, voisin de Subure[1],[2] ;
- Le pagus Montanus, proche de la porte Esquiline[3],[4] ;
- Le pagus Aventinensis[5], comprenant l'Aventin[6],[7] ;
- Le pagus Ianiculensis[8], situé sur la rive droite du Tibre[9],[10] ;
- Le pagus Lemonius, que la voie Latine traversait au-delà de la porte Capène[11].

Contrairement à l'affirmation de Marquardt, l'existence d'un pagus Claudius, dont la tribu Claudia aurait dérivé, n'est pas attestée.
La création des quatre régions dites serviennes ne mit pas fin aux anciens pagi : les inscriptions épigraphiques mentionnant le pagus Montanus, le pagus Aventinensis et le pagus Ianiculensis, sont postérieures à la création des tribus urbaines.
Leur création n'atteint que le pagus Sucusanus : ses habitants devinrent des Montani, membres de la Suburana, région puis de tribu urbaine.